# Sebastião Soares de Resende
Sebastião Soares de Resende (Milheirós de Poiares, 14 de junho de 1906 – Beira, 25 de janeiro de 1967) foi um prelado português da Igreja Católica com atuação episcopal em Moçambique, bispo da Beira.

## Biografia
Estudou no seminário da Diocese do Porto. Recebeu o diaconato em 29 de julho de 1928, na Sé do Porto de Dom António Barbosa Leão, bispo do Porto e a ordenação presbiteral em 21 de outubro do mesmo ano, também na Sé do Porto, do bispo coadjutor do Porto, Dom António Augusto de Castro Meireles.
Foi estudar em Roma, ingressando na Pontifícia Universidade Gregoriana, onde obteve o grau de doutor em filosofia e em teologia. Também frequentou um curso de ciências sociais no Instituto de Ciências Sociais de Bérgamo. Em 1934 foi nomeado professor do Seminário Maior do Porto e mais tarde no mesmo ano, seu vice-reitor. Em 1935 é nomeado cônego da Sé Catedral do Porto.
Com a ereção da da Diocese da Beira, em 21 de abril de 1943 o Papa Pio XII o nomeou como seu primeiro bispo. Recebeu a ordenação episcopal na Sé do Porto em 15 de agosto do mesmo ano, tendo como sagrante principal Dom Agostinho de Jesus e Sousa, bispo do Porto, coadjuvado por Dom António Antunes, bispo de Coimbra e Dom Frei Joaquim Rafael Maria da Assunção Pitinho, O.F.M., bispo emérito de Cabo Verde. Fez sua entrada solene em 30 de novembro seguinte. Participou de todas as sessões do Concílio Vaticano II. Foi o prelado português que mais interveio, onde denunciou as ditaduras e o colonialismo.
Durante sua prelazia,  foram criadas na diocese da Beira cerca de 37 paróquias e missões. Foi autor de várias obras missionárias. Era um anticomunista, considerando "a ordem comunista como anti-humana e, por isso insubsistente."
Há-de ser pela restauração da ordem cristã, em vós e nos outros, de que vos falei nesta Pastoral, que haveis de encontrar a resposta definitiva ao apelo de Deus, que se faz sentir de qualquer modo no fundo de vossa consciência. Essa restauração há-de efectuar-se, primeiramente, pelo regresso à família integralmente cristã: una, indissolúvel, fecunda e santa. Finalmente, pela observação da doutrina social católica no respeito pela pessoa humana e na distribuição das riquezas, de modo que tais riquezas a todos sejam acessíveis ao menos na medida necessária para que cada um possa dignamente viver a sua vida de homem e realizar o seu destino de cristão.— Sebastião Soares de Resende "Ordem Anticomunista" (1949) (em português)
Em 8 de fevereiro de 1966, estando na Alemanha, foi diagnosticado com câncer no esôfago. Tratando-se de um tumor maligno, já metastizado nos pulmões, regressou à Beira em 13 de janeiro de 1967 e ali morreria, em 25 de janeiro.

## Bibiografia
- José Manuel Cardoso da Costa (2006). Dom Sebastião Soares de Resende. 1º Bispo da Beira. Santa Maria da Feira: Liga dos Amigos da Feira
- Samuel Simango (2024). Sebastião - O Primeiro Bispo da Beira, uma dádiva para Moçambique. Beira: Faculdade de Ciências de Saúde da Universidade Católica de Moçambique